# Hallsville (Texas)
Pour les articles homonymes, voir Hallsville (homonymie).
La ville de Hallsville est située dans le comté de Harrison, dans l’État du Texas, aux États-Unis. Elle comptait 3 577 habitants  lors du recensement de 2010.

## Source
- (en) Cet article est partiellement ou en totalité issu de l’article de Wikipédia en anglais intitulé « Hallsville, Texas » (voir la liste des auteurs).